# Blahodatne, Novomîkolaiivka
Blahodatne (în ucraineană Благодатне) este un sat în comuna Zelene din raionul Novomîkolaiivka, regiunea Zaporijjea, Ucraina.

## Demografie
Componența lingvistică a localității Blahodatne
     Ucraineană (82,86%)
     Rusă (17,14%)
Conform recensământului din 2001, majoritatea populației localității Blahodatne era vorbitoare de ucraineană (82,86%), existând în minoritate și vorbitori de rusă (17,14%).